# クーリエ:最高機密の運び屋
『クーリエ:最高機密の運び屋』（クーリエ さいこうきみつのはこびや、The Courier）は、2020年に公開されたイギリスとアメリカ合衆国の合作によるスパイスリラー映画。監督はドミニク・クック、主演はベネディクト・カンバーバッチ。
キューバ危機において重要な役割を果たしたとされる実在のイギリスのスパイで電気技師のグレヴィル・ウィンの半生を描いている。（「クーリエ」とは情報の運び屋の意)

## ストーリー
1960年のこと。極秘の核情報にアクセス出来るソ連高官兼GRU情報将校オレグ・ペンコフスキーは、米国との核戦争の脅威が増大していることから、フルシチョフの指導力に幻滅していた。彼はCIAに連絡を取り、緊張緩和に資する情報を提供すること申し出、自分の米国への亡命の希望も伝える。ペンコフスキーは、妻子を伴ったソ連脱出と、亡命先での厚遇を求めて、政府の機密を漏洩する覚悟を決めていた。CIAは、たまたまソ連政府内部のスパイを失った直後だった為に、イギリスのMI6に協力を求めた。CIAとMI6は自分たちの諜報員を使うのではなく、一般のビジネスマンに仲介役を務めてもらう方が良いと判断する。
彼らは東欧の国々で工業機械を売る英国人セールスマンのグレヴィル・ウィンに、商機を探るという口実でモスクワに行くよう持ちかける。ウィンはペンコフスキーと一見正常な商売上の関係を確立し、ペンコフスキーは西側諜報機関に情報を提供する。 彼は、自分はソ連の監視下に置かれることを理由に、今後もウィンを連絡員として使い続けるよう要請する。当初はこの任務を断ったウィンだが、CIA職員のエミリー・ドノバンがウィンの努力が核戦争の防止に役立つと強調したことや、自宅を訪れたペンコフスキーがウィンの成功に命を賭けていると言ったこともあり、最終的には同意する。
ウィンはモスクワへの出張を利用して、ペンコフスキーから提供されたメッセージや荷物を定期的にCIAに渡す。しかし、この仕事は彼の私生活に悪影響を及ぼし始める。彼の行動には動揺が見られるようになり、妻は彼が浮気をしているのではないかと疑うようになる。
ペンコフスキーは、ソ連がキューバを米国に対する核の脅威の拠点にしたいと考えていることを知り、写真や軍事計画とと共にこの情報をCIAに伝え、CIAは自らの諜報活動によりこれを検証する。米国のこの早くからの情報収集は、キューバ危機の際に有利に働いた。一方、ソ連の方も、二重スパイを使った諜報活動により、自国側に情報上の脆弱性があることに気づいている。モスクワでウィンはホテルの自分の部屋が捜索されたことに気づくが、それをペンコフスキーに伝えられないまま出国してしまう。
ペンコフスキーが取り残された場合の運命を心配したウィンは、MI6の忠告に反してペンコフスキーの亡命手配を手伝うためにモスクワに戻ることを志願する。しかし、ソ連はペンコフスキーに毒を盛り入院させ、その最中にペンコフスキーの所持品を調べていたことから、2人の計画を阻止し、2人を逮捕する。
ウィンは刑務所に送られ、そこでの過酷な環境に耐えるが、健康状態が著しく悪化してしまう。彼は、ペンコフスキーをビジネス上の顧客としてしか知らなかったし、彼が渡して来た荷物の中身は知らなかったと主張し、無罪を執拗に主張する。数か月後、彼は妻からの訪問を許可され、ソ連がキューバからミサイルを撤去したと告げられ、彼の士気は高まる。彼はまた、取り調べ中に刑務所でペンコフスキーと面会出来、自分の犠牲にはそれだけの価値があると語り、2人は手を握り合う。
1964年4月、ウィンは1年半に及ぶ拘束の末、ソ連のスパイ、コノン・モロディと引き換えに釈放され、ロンドンに戻る。そしてビジネスマンとして残りの人生を過ごす。ペンコフスキーは反逆罪で裁判にかけられ処刑され、刻印のない墓に埋葬されたが、家族はモスクワに住むことを許されたことが明らかになる。米国とソ連の間には、将来の核戦争を防ぐための首脳間の連絡ホットラインが設置されている。

## キャスト
- グレヴィル・ウィン（英語版） （演：ベネディクト・カンバーバッチ）：英国の技師・ビジネスマン。当時頻繁に東欧に出張していたことからMI6に雇われる。
- オレグ・ペンコフスキー（オレグの英語読み：アレックス） （演：メラーブ・ニニッゼ）：ロシア連邦軍参謀本部情報総局大佐
- エミリー・ドノヴァン （演：レイチェル・ブロズナハン）：CIA職員
- シーラ・ウィン （演：ジェシー・バックリー）：グレヴィルの妻
- ディッキー・フランクス （演：アンガス・ライト（英語版））：MI6職員
- ジョン・マコーン （演：ジェリコ・イヴァネク）： CIA長官
- オレグ・グリバノフ （演：キリル・ピロゴフ（英語版））：KGB職員
- バートランド （演：アントン・レッサー）
- ヴェラ （演：マリア・ミロノバ（英語版））： オレグの妻
- ニキータ・フルシチョフ （演： Vladimir Chuprikov）： ソ連共産党中央委員会第一書記
- アンドリュー・ウィン （演：キーア・ヒルズ）：グレヴィルの息子
- レナード （演：ジョナサン・ハーデン（英語版））
- イリサ （演：オルガ・コフ（英語版））

## 製作
2018年5月3日、ドミニク・クック監督の新作映画『Ironbark』にベネディクト・カンバーバッチが出演すると報じられた。10月8日、レイチェル・ブロズナハンの起用が発表された。12日、ジェシー・バックリーがキャスト入りした。製作に当たり、物語が描いている当時の実際のスパイ手法を調査して取り入れたとドミニク・クック監督は語っている。

### 撮影
本作の主要撮影は2018年10月15日にロンドンで始まり、同年12月7日に終了した。
カンバーバッチは後半のシーンの撮影のために3ヶ月間で体重10kgを減らしてリアリティを追求し、丸刈りにするシーンも実際に彼の髪を刈って撮影した。

### 音楽
2019年10月15日、アベル・コジェニオウスキが本作で使用される楽曲を手掛けるとの報道があった。
- サウンドトラック - アベル・コジェニオウスキ作曲、2021年3月19日リリース[13]。

## 公開・マーケティング
2020年1月24日、本作はサンダンス映画祭でプレミア上映された。27日、ライオンズゲートとロードサイド・アトラクションズが本作の全米配給権を獲得したと報じられた。5月6日、本作のタイトルが『Ironbark』から『The Courier』に変更された。2021年1月28日、本作のオフィシャル・トレイラーが公開された。日本では2021年9月23日から劇場公開された。

## 作品の評価
Rotten Tomatoesによれば、批評家の一致した見解は「『クーリエ:最高機密の運び屋』は、事実に基づいたスリリングなストーリーと主演のベネディクト・カンバーバッチによる神経質な演技によって、心躍らせる感動的な昔ながらのスパイアドベンチャーを盛り上げている。」であり、172件の評論のうち高評価は86%にあたる148件で、平均点は10点満点中6.9点となっている。
Metacriticによれば、33件の評論のうち、高評価は24件、賛否混在は8件、低評価は1件で、平均点は100点満点中64点となっている。
ワシントン・ポストのアン・ホーナデイ記者は、この映画に4つ星のうち3つを与え、「『クーリエ:最高機密の運び屋』は、ストリーミングサービス向けにますます増えている昔ながらのスパイスリラーを、スマートでスタイリッシュに表現している。謙虚で丁寧に作られており、そのような映画は最近希少である。」と述べている。 バラエティ誌に書いているピーター・デブルージュは、この映画を「定義によると退屈だが堅実なスパイ物語」と呼び、「『クーリエ:最高機密の運び屋』の魅力は実際の出来事に基づいていることであり、その背景にある歴史は共有されるべきものである」と述べた。米ウェブサイトVultureは、本作の脚本が「ウィンとペンコフスキーの関係に、秘密の恋愛のような微妙なオーラを与えている。」と評した。英インデペンデント紙は、「脚本家トム・オコナーは、キューバ・ミサイル危機から焦点を遠ざけ、その脅威を背景としつつ、2人の男の絆の成長の物語に仕上げている。」と評している。